# Царахазана, Дезире
Дезире Царахазана (фр. Désiré Tsarahazana; род. 13 июня 1954, Амбоангибе, Мадагаскар) — мадагаскарский кардинал. Епископ Фенуариву-Ацинананы с 30 октября 2000 по 24 ноября 2008. Епископ Туамасины 24 ноября 2008 по 26 февраля 2010. Архиепископ Туамасины с 26 февраля 2010. Президент епископской конференции Мадагаскара с 1 ноября 2012. Кардинал-священник с титулом церкви Сан-Грегорио-Барбариго-алле-Тре-Фонтане с 28 июня 2018.